# Maarten Groothuizen
Maarten Groothuizen (Nijmegen, 14 september 1976) is een  Nederlands voormalig  politicus namens D66. Van 23 maart 2017 tot 31 maart 2021 was hij lid van de Tweede Kamer.

## Biografie
Groothuizen studeerde rechten en wijsbegeerte aan de Katholieke Universiteit Nijmegen. Van 2008 was hij werkzaam als officier van justitie bij de Rechtbank Oost-Brabant (tot 2013 Den Bosch) en van 2014 tot en met 2016 als officier van justitie bij de Rechtbank Zeeland-West-Brabant. Als juridisch adviseur nam hij deel aan de EU-missies in Kosovo (EULEX, 2012-2014) en in Oekraïne (EUAM Ukraine, 2016-2017) Daarnaast zat hij van maart 2010 tot en met oktober 2012 en van maart 2014 tot en met januari 2016 in de gemeenteraad van Nijmegen. Op 23 maart 2017 werd Groothuizen geïnstalleerd als lid van de Tweede Kamer. Hij heeft daar de portefeuille justitie, slachtofferhulp, immigratie, asiel, kansspelen en auteursrecht. Op 30 maart 2021 nam hij afscheid van de Tweede Kamer. Vanaf april 2021 is hij wederom werkzaam als officier van justitie.
- Parlement.com: vj0pb9e3qzbd